# 黃秀貞
黃秀貞（韓語：황수정，1972年12月24日—），韩国女演员。

## 簡歷
黃秀貞於1994年以SBS主持選拔出道，在參演MBC特輯電視劇《七甲山》後轉為演員，之後在電視劇《解凍》中飾演與韓國青年墜入愛河的北韓女子，和在《三文魚回來的時候》中飾演尋找生母的海外領養女兒，以明朗的形象開始受到關注。
1999年，她在熱門古裝劇《許浚》中飾演女主角「睿珍小姐」，一下子躋身頂級明星行列，是當時韓國中年階層最喜愛的女演員，以端莊清純的形象獲得觀眾認同。在《許浚》劇終後，她接到了很多電視劇和電影出演邀請。
然則，自2000年代初的兩宗醜聞後，黃秀貞從頂級巨星的位置跌入谷底，之後更徹底從演藝圈中消失。2001年11月，黃秀貞以吸食冰毒的嫌疑被拘留，當時黃秀晶說「以為毒品是春藥（催淫劑），所以注射了毒品」，因此引發社會震驚和輿論指責。2002年1月，她在交納500萬韓元保釋金從水原拘留所出獄。最終，她被判處有期徒刑10個月，緩刑2年。
同時，她在吸毒事件爆發後，被揭發與因事件同樣被拘留的首爾江南區夜總會社長，富家子弟出身的姜正勳交往。她在知道姜氏已婚的情況下依然與他交往，甚至同居。加上，黃秀晶在毒品事件之前，已經常以受到非議而出名。從出道初期開始，就流傳著與當時擔任經紀人的男人交往的傳聞，以及與財閥二世、同僚演員、歌手、體育明星等很多人陷入了緋聞。 
2007年，她透過電視劇《鹽巴娃娃》復出，但遭到了大眾冷落。之後，雖然她出演了數部電影和電視劇，但是沒有引起關注。2014年，曾傳出她在《真是好時節》中以後來由金芝荷飾演的角色復出，但正好被爆出的虛構藝人性交易傳聞所籠罩，最終告吹。2015年，她加入H Star Company試圖復出，但在之後亦沒有任何消息。

## 演出作品

### 電視劇
- 1994年：MBC《兒子的女人》
- 1995年：MBC《七甲山》飾演 佳熙
- 1995年：SBS《解凍》飾演 鄭福英
- 1996年：SBS《三文魚回來的時候》飾演 徐恩惠／伊迪·薩文
- 1997年：SBS《玫瑰的眼淚》飾演 文勳淑
- 1997年：SBS《白色聖誕節》飾演 在熙
- 1998年：SBS《羅曼史》飾演 崔勝熙
- 1998年：MBC《除了愛情我什麼都不知道》
- 1999年：MBC《青春》飾演 彩熙
- 1999年：MBC《許浚》飾演 睿珍
- 2000年：MBC《媽媽呀姐姐呀》 飾演 張如京
- 2001年：MBC《醫家四姊妹》飾演 鄭慧貞
- 2007年：SBS《鹽巴娃娃》飾演 車素英
- 2011年：KBS《特別連續劇－為了兒子》飾演 智淑

### 電影
- 1998年：《A+生活》
- 2007年：《夜晚和白天》飾演 韓正仁
- 2010年：《汝矣島》飾演 妻子
- 2012年：《之間》飾演 那女人

### MV
- 1998年：曹誠模《不朽的愛情》【李炳憲、金勝友、金諪恩】
- 2006年：Wax《愛情是這樣的吧》

## 獎項
- 1995年：SBS演技大獎－電視劇部門 新人演技獎
- 2000年：第13屆韓國放送攝影導演聯合會－格萊美頒獎典禮最佳女演員獎
- 2000年：MBC演技大獎－女子最優秀演技獎
- 2000年：MBC演技大獎－廣播記者團評選 年度最佳演員獎
- 2000年：韓國演藝協會歌手分科委員會－歌手選出的最佳演員獎

## 外部連結
- Su-jeong Hwang在互联网电影资料库（IMDb）上的資料（英文）